# Skladbe stoletja
Skladbe stoletja (angleško Songs of the Century) so del projekta ameriške glasbene industrije, s katerim so z glasovanjem izbrali 365 skladb 20. stoletja.
| #   | Skladba                                             | Izvajalec                            |
| --- | --------------------------------------------------- | ------------------------------------ |
| 1   | Over the Rainbow                                    | Judy Garland                         |
| 2   | White Christmas                                     | Bing Crosby                          |
| 3   | This Land Is Your Land                              | Woody Guthrie                        |
| 4   | Respect                                             | Aretha Franklin                      |
| 5   | American Pie                                        | Don McLean                           |
| 6   | Boogie Woogie Bugle Boy                             | The Andrews Sisters                  |
| 7   | West Side Story (Album)                             | Original Cast                        |
| 8   | Take Me Out to the Ball Game                        | Billy Murray                         |
| 9   | You’ve Lost That Lovin’ Feelin’                     | The Righteous Brothers               |
| 10  | The Entertainer                                     | Scott Joplin                         |
| 11  | In the Mood                                         | Glenn Miller Orchestra               |
| 12  | Rock Around the Clock                               | Bill Haley & His Comets              |
| 13  | When the Saints Go Marching In                      | Louis Armstrong                      |
| 14  | You Are My Sunshine                                 | Jimmie Davis                         |
| 15  | Mack the Knife                                      | Bobby Darin                          |
| 16  | (I Can’t Get No) Satisfaction                       | The Rolling Stones                   |
| 17  | Take the “A” Train                                  | Duke Ellington Orchestra             |
| 18  | Blueberry Hill                                      | Fats Domino                          |
| 19  | God Bless America                                   | Kate Smith                           |
| 20  | Stars and Stripes Forever                           | Sousa’s Band                         |
| 21  | I Heard It Through the Grapevine                    | Marvin Gaye                          |
| 22  | (Sittin’ On) The Dock of the Bay                    | Otis Redding                         |
| 23  | I Left My Heart in San Francisco                    | Tony Bennett                         |
| 24  | Good Vibrations                                     | The Beach Boys                       |
| 25  | Stand by Me                                         | Ben E. King                          |
| 26  | Stormy Weather                                      | Lena Horne                           |
| 27  | Johnny B. Goode                                     | Chuck Berry                          |
| 28  | I Want to Hold Your Hand                            | The Beatles                          |
| 29  | Midnight Train to Georgia                           | Gladys Knight & the Pips             |
| 30  | Imagine                                             | John Lennon                          |
| 31  | Rudolph the Red Nosed Reindeer                      | Gene Autry                           |
| 32  | The Twist                                           | Chubby Checker                       |
| 33  | Happy Trails                                        | Roy Rogers & Dale Evans              |
| 34  | Your Cheatin' Heart                                 | Hank Williams                        |
| 35  | Swing Low, Sweet Chariot                            | Fisk Jubilee Singers                 |
| 36  | The Sound of Music (album)                          | Original Cast                        |
| 37  | ’Round Midnight                                     | Thelonious Monk                      |
| 38  | What’s Love Got to Do with It                       | Tina Turner                          |
| 39  | Over There                                          | The American Quartet                 |
| 40  | Stardust                                            | Hoagy Carmichael                     |
| 41  | Ain’t Misbehavin’                                   | Fats Waller                          |
| 42  | Georgia on My Mind                                  | Ray Charles                          |
| 43  | Oh, Pretty Woman                                    | Roy Orbison                          |
| 44  | Every Breath You Take                               | The Police                           |
| 45  | My Girl                                             | The Temptations                      |
| 46  | Hotel California                                    | Eagles                               |
| 47  | Happy Days Are Here Again                           | Ben Selvin                           |
| 48  | Stand by Your Man                                   | Tammy Wynette                        |
| 49  | Take Five                                           | Dave Brubeck                         |
| 50  | America the Beautiful                               | Louise Homer                         |
| 51  | When a Man Loves a Woman                            | Percy Sledge                         |
| 52  | Light My Fire                                       | The Doors                            |
| 53  | Stairway to Heaven                                  | Led Zeppelin                         |
| 54  | Sweet Georgia Brown                                 | Ben Bernie & His Orchestra           |
| 55  | When You Wish upon a Star                           | Cliff Edwards                        |
| 56  | Yesterday                                           | The Beatles                          |
| 57  | Louie Louie                                         | The Kingsmen                         |
| 58  | God Bless the Child                                 | Billie Holiday                       |
| 59  | Born in the U.S.A.                                  | Bruce Springsteen                    |
| 60  | The Girl from Ipanema                               | Stan Getz/Astrud Gilberto            |
| 61  | I Walk the Line                                     | Johnny Cash                          |
| 62  | The Star-Spangled Banner                            | John McCormack                       |
| 63  | Oh Happy Day                                        | The Edwin Hawkins Singers            |
| 64  | Great Balls of Fire                                 | Jerry Lee Lewis                      |
| 65  | What’s Going On                                     | Marvin Gaye                          |
| 66  | Oklahoma! (album)                                   | Original Cast                        |
| 67  | Zip-A-Dee-Doo-Dah                                   | Johnny Mercer                        |
| 68  | Don’t Be Cruel / Hound Dog                          | Elvis Presley                        |
| 69  | St. Louis Blues                                     | W. C. Handy                          |
| 70  | Yankee Doodle                                       | Vess L. Ossman                       |
| 71  | California Dreamin’                                 | The Mamas and the Papas              |
| 72  | On the Road Again                                   | Willie Nelson                        |
| 73  | Auld Lang Syne                                      | Frank Stanley                        |
| 74  | Summertime                                          | Sidney Bechet                        |
| 75  | Theme from Shaft                                    | Isaac Hayes                          |
| 76  | Beat It                                             | Michael Jackson                      |
| 77  | Sentimental Journey                                 | Les Brown Orchestra/Doris Day        |
| 78  | Blue Suede Shoes                                    | Carl Perkins                         |
| 79  | The Sound of Silence                                | Simon and Garfunkel                  |
| 80  | Smells Like Teen Spirit                             | Nirvana                              |
| 81  | It Had to Be You                                    | Isham Jones Orchestra                |
| 82  | Minnie the Moocher                                  | Cab Calloway                         |
| 83  | Sixteen Tons                                        | Tennessee Ernie Ford                 |
| 84  | What a Wonderful World                              | Louis Armstrong                      |
| 85  | Fire and Rain                                       | James Taylor                         |
| 86  | Y.M.C.A.                                            | Village People                       |
| 87  | Heartbreak Hotel                                    | Elvis Presley                        |
| 88  | King of the Road                                    | Roger Miller                         |
| 89  | I Will Survive                                      | Gloria Gaynor                        |
| 90  | Ave Maria                                           | Marian Anderson                      |
| 91  | Begin the Beguine                                   | Artie Shaw Orchestra                 |
| 92  | Like a Rolling Stone                                | Bob Dylan                            |
| 93  | Stop! In the Name of Love                           | The Supremes                         |
| 94  | Stayin’ Alive                                       | Bee Gees                             |
| 95  | 1999                                                | Prince                               |
| 96  | Please Remember Me                                  | Tim McGraw                           |
| 97  | Porgy and Bess (album)                              | Original Cast                        |
| 98  | Back in the Saddle Again                            | Gene Autry                           |
| 99  | Shake, Rattle and Roll                              | Joe Turner                           |
| 100 | In the Still of the Night                           | The Five Satins                      |
| 101 | Killing Me Softly with His Song                     | Roberta Flack                        |
| 102 | Friends in Low Places                               | Garth Brooks                         |
| 103 | Charleston                                          | Arthur Gibbs & His Gang              |
| 104 | A-Tisket, A-Tasket                                  | Ella Fitzgerald                      |
| 105 | When Irish Eyes Are Smiling                         | Chauncey Olcott                      |
| 106 | The Times They Are A-Changin’                       | Bob Dylan                            |
| 107 | I Fall to Pieces                                    | Patsy Cline                          |
| 108 | I Will Always Love You                              | Whitney Houston                      |
| 109 | Mona Lisa                                           | Nat King Cole                        |
| 110 | Blowin’ in the Wind                                 | Bob Dylan                            |
| 111 | Peggy Sue                                           | Buddy Holly                          |
| 112 | Lean on Me                                          | Bill Withers                         |
| 113 | Kind of Blue (Album)                                | Miles Davis                          |
| 114 | I’m So Lonesome I Could Cry                         | Hank Williams                        |
| 115 | Proud Mary                                          | Creedence Clearwater Revival         |
| 116 | Will the Circle Be Unbroken                         | The Carter Family                    |
| 117 | Puttin’ on the Ritz                                 | Harry Richman                        |
| 118 | Layla                                               | Derek and the Dominos                |
| 119 | Jump                                                | Van Halen                            |
| 120 | I Still Haven’t Found What I’m Looking For          | U2                                   |
| 121 | We Are the World                                    | USA for Africa                       |
| 122 | Girls Just Want to Have Fun                         | Cyndi Lauper                         |
| 123 | My Fair Lady (Album)                                | Original Cast                        |
| 124 | Swanee                                              | Al Jolson                            |
| 125 | Let Me Call You Sweetheart                          | The Peerless Quartet                 |
| 126 | Makin’ Whoopee                                      | Eddie Cantor                         |
| 127 | The Tracks of My Tears                              | The Miracles                         |
| 128 | I Wanna Be Loved by You                             | Marilyn Monroe                       |
| 129 | Pennies from Heaven                                 | Bing Crosby                          |
| 130 | Tutti Frutti                                        | Little Richard                       |
| 131 | Brown Eyed Girl                                     | Van Morrison                         |
| 132 | I Only Have Eyes for You                            | The Flamingos                        |
| 133 | Born to Be Wild                                     | Steppenwolf                          |
| 134 | Superstition                                        | Stevie Wonder                        |
| 135 | Born to Run                                         | Bruce Springsteen                    |
| 136 | On the Good Ship Lollipop                           | Shirley Temple                       |
| 137 | Wabash Cannonball                                   | Roy Acuff                            |
| 138 | Unchained Melody                                    | Al Hibbler                           |
| 139 | Dancing in the Street                               | Martha & the Vandellas               |
| 140 | Ain’t No Mountain High Enough                       | Marvin Gaye / Tammi Terrell          |
| 141 | Piano Man                                           | Billy Joel                           |
| 142 | Joy to the World                                    | Three Dog Night                      |
| 143 | Losing My Religion                                  | R.E.M.                               |
| 144 | My Way                                              | Frank Sinatra                        |
| 145 | Let’s Stay Together                                 | Al Green                             |
| 146 | We Are the Champions/We Will Rock You               | Queen                                |
| 147 | Purple Rain                                         | Prince                               |
| 148 | Dancing Queen                                       | ABBA                                 |
| 149 | A Love Supreme (album)                              | John Coltrane                        |
| 150 | Wake Up Little Susie                                | The Everly Brothers                  |
| 151 | Shout                                               | The Isley Brothers                   |
| 152 | I Got You (I Feel Good)                             | James Brown                          |
| 153 | The Thrill Is Gone                                  | B. B. King                           |
| 154 | Alexander’s Ragtime Band                            | Boswell Sisters                      |
| 155 | Bo Diddley                                          | Bo Diddley                           |
| 156 | Banana Boat (Day-O)                                 | Harry Belafonte                      |
| 157 | Ring of Fire                                        | Johnny Cash                          |
| 158 | Donna / La Bamba                                    | Ritchie Valens                       |
| 159 | The Lion Sleeps Tonight                             | The Tokens                           |
| 160 | Take Me Home, Country Roads                         | John Denver                          |
| 161 | Material Girl                                       | Madonna                              |
| 162 | Rapper’s Delight                                    | The Sugarhill Gang                   |
| 163 | Goodnight Irene                                     | Leadbelly                            |
| 164 | Tequila                                             | The Champs                           |
| 165 | Que Sera, Sera                                      | Doris Day                            |
| 166 | Turn! Turn! Turn! (To Everything There Is a Season) | The Byrds                            |
| 167 | Sgt. Pepper’s Lonely Hearts Club Band (album)       | The Beatles                          |
| 168 | Soul Man                                            | Sam & Dave                           |
| 169 | You Are the Sunshine of My Life                     | Stevie Wonder                        |
| 170 | Thanks for the Memory                               | Bob Hope / Shirley Ross              |
| 171 | Raindrops Keep Fallin' on My Head                   | B. J. Thomas                         |
| 172 | Moon River                                          | Henry Mancini                        |
| 173 | Free Bird                                           | Lynyrd Skynyrd                       |
| 174 | Misty                                               | Sarah Vaughan                        |
| 175 | Chances Are                                         | Johnny Mathis                        |
| 176 | Love Letters                                        | Ketty Lester                         |
| 177 | I Love Rock 'N Roll                                 | Joan Jett & the Blackhearts          |
| 178 | Fast Car                                            | Tracy Chapman                        |
| 179 | Will You Love Me Tomorrow                           | The Shirelles                        |
| 180 | Leader of the Pack                                  | The Shangri-Las                      |
| 181 | In the Midnight Hour                                | Wilson Pickett                       |
| 182 | Why Do Fools Fall in Love                           | Frankie Lymon & the Teenagers        |
| 183 | I Can See Clearly Now                               | Johnny Nash                          |
| 184 | Oye Como Va                                         | Santana                              |
| 185 | Coal Miner’s Daughter                               | Loretta Lynn                         |
| 186 | Cat’s in the Cradle                                 | Harry Chapin                         |
| 187 | Mammas Don’t Let Your Babies Grow up to Be Cowboys  | Waylon Jennings / Willie Nelson      |
| 188 | The Gambler                                         | Kenny Rogers                         |
| 189 | Bye Bye Blackbird                                   | Gene Austin                          |
| 190 | Smoke Gets in Your Eyes                             | The Platters                         |
| 191 | (You Gotta) Fight for Your Right (to Party!)        | Beastie Boys                         |
| 192 | We Are Family                                       | Sister Sledge                        |
| 193 | (They Long to Be) Close to You                      | The Carpenters                       |
| 194 | Maggie May                                          | Rod Stewart                          |
| 195 | Night and Day                                       | Fred Astaire                         |
| 196 | Brother, Can You Spare a Dime?                      | Rudy Vallee                          |
| 197 | Tom Dooley                                          | The Kingston Trio                    |
| 198 | Tennessee Waltz                                     | Patti Page                           |
| 199 | If You Don’t Know Me by Now                         | Harold Melvin and the Blue Notes     |
| 200 | Goodbye Yellow Brick Road                           | Elton John                           |
| 201 | U Can’t Touch This                                  | MC Hammer                            |
| 202 | Smooth                                              | Santana & Rob Thomas                 |
| 203 | Livin' La Vida Loca                                 | Ricky Martin                         |
| 204 | How Great Thou Art                                  | George Beverly Shea                  |
| 205 | Sing Sing Sing                                      | Benny Goodman Orchestra              |
| 206 | Hair (album)                                        | Original Cast                        |
| 207 | Tumbling Tumbleweeds                                | The Sons of the Pioneers             |
| 208 | What the World Needs Now Is Love                    | Jackie DeShannon                     |
| 209 | Crying                                              | Roy Orbison                          |
| 210 | Sweet Child o’ Mine                                 | Guns N’ Roses                        |
| 211 | One O’Clock Jump                                    | Count Basie Orchestra                |
| 212 | Downtown                                            | Petula Clark                         |
| 213 | It’s Too Late / I Feel the Earth Move               | Carole King                          |
| 214 | Celebration                                         | Kool & The Gang                      |
| 215 | So in Love                                          | The Tymes                            |
| 216 | You’re So Vain                                      | Carly Simon                          |
| 217 | Heart of Glass                                      | Blondie                              |
| 218 | Blue Moon of Kentucky                               | Bill Monroe / Blue Grass Boys        |
| 219 | Teen Angel                                          | Mark Dinning                         |
| 220 | Ornithology (album)                                 | Charlie Parker Sextet                |
| 221 | We Shall Overcome                                   | Joan Baez                            |
| 222 | Something to Talk About                             | Bonnie Raitt                         |
| 223 | Take My Hand, Precious Lord                         | Thomas A. Dorsey                     |
| 224 | South Pacific (album)                               | Original Cast                        |
| 225 | Runaround Sue                                       | Dion and the Belmonts                |
| 226 | Tea for Two                                         | Art Tatum                            |
| 227 | Summertime Blues                                    | Eddie Cochran                        |
| 228 | Everybody Loves Somebody                            | Dean Martin                          |
| 229 | It’s My Party                                       | Lesley Gore                          |
| 230 | The Loco-Motion                                     | Little Eva                           |
| 231 | On Broadway                                         | The Drifters                         |
| 232 | Me and Bobby McGee                                  | Janis Joplin                         |
| 233 | Time in a Bottle                                    | Jim Croce                            |
| 234 | Margaritaville                                      | Jimmy Buffett                        |
| 235 | Bitches Brew (album)                                | Miles Davis                          |
| 236 | Kansas City                                         | Wilbert Harrison                     |
| 237 | Earth Angel                                         | The Penguins                         |
| 238 | Got My Mojo Working                                 | Muddy Waters                         |
| 239 | People Get Ready                                    | The Impressions                      |
| 240 | The House of the Rising Sun                         | The Animals                          |
| 241 | White Rabbit                                        | Jefferson Airplane                   |
| 242 | Graceland                                           | Paul Simon                           |
| 243 | Love Shack                                          | The B-52’s                           |
| 244 | I Believe I Can Fly                                 | R. Kelly                             |
| 245 | All I Wanna Do                                      | Sheryl Crow                          |
| 246 | My Heart Will Go On                                 | Céline Dion                          |
| 247 | My Old Kentucky Home                                | Geraldine Farrar                     |
| 248 | Abraham, Martin & John                              | Dion                                 |
| 249 | The King and I (album)                              | Original Cast                        |
| 250 | At the Hop                                          | Danny & the Juniors                  |
| 251 | What’d I Say                                        | Ray Charles                          |
| 252 | Mr. Sandman                                         | The Chordettes                       |
| 253 | Be My Baby                                          | The Ronettes                         |
| 254 | I Got You Babe                                      | Sonny and Cher                       |
| 255 | The Devil Went Down to Georgia                      | Charlie Daniels Band                 |
| 256 | Flashdance... What a Feeling                        | Irene Cara                           |
| 257 | Burning Down the House                              | Talking Heads                        |
| 258 | Achy Breaky Heart                                   | Billy Ray Cyrus                      |
| 259 | Wide Open Spaces                                    | Dixie Chicks                         |
| 260 | The Music Man (album)                               | Original Cast                        |
| 261 | Walk On By                                          | Dionne Warwick                       |
| 262 | Ramblin' Man                                        | The Allman Brothers Band             |
| 263 | Move On Up a Little Higher                          | Mahalia Jackson                      |
| 264 | I’m So Excited                                      | The Pointer Sisters                  |
| 265 | That Old Black Magic                                | Louis Prima/Keely Smith              |
| 266 | Reach Out I’ll Be There                             | Four Tops                            |
| 267 | Walk This Way                                       | Aerosmith                            |
| 268 | Bette Davis Eyes                                    | Kim Carnes                           |
| 269 | The Wind Beneath My Wings                           | Bette Midler                         |
| 270 | Change the World                                    | Eric Clapton                         |
| 271 | If I Didn’t Care                                    | The Ink Spots                        |
| 272 | Paper Doll                                          | The Mills Brothers                   |
| 273 | Strange Fruit                                       | Billie Holiday                       |
| 274 | Ode to Billie Joe                                   | Bobbie Gentry                        |
| 275 | Strangers in the Night                              | Frank Sinatra                        |
| 276 | War                                                 | Edwin Starr                          |
| 277 | Behind Closed Doors                                 | Charlie Rich                         |
| 278 | Old Time Rock & Roll                                | Bob Seger                            |
| 279 | We Got the Beat                                     | The Go-Go’s                          |
| 280 | The Message                                         | Grandmaster Flash & the Furious Five |
| 281 | You’re the Top                                      | Ethel Merman                         |
| 282 | My Guy                                              | Mary Wells                           |
| 283 | You Send Me                                         | Sam Cooke                            |
| 284 | By the Time I Get to Phoenix                        | Glen Campbell                        |
| 285 | Everybody’s Talkin'                                 | Nilsson                              |
| 286 | Heart of Gold                                       | Neil Young                           |
| 287 | Jack & Diane                                        | John Mellencamp                      |
| 288 | Fight the Power                                     | Public Enemy                         |
| 289 | Me and My Shadow                                    | Whispering Jack Smith                |
| 290 | Deep in the Heart of Texas                          | Alvino Rey Orchestra                 |
| 291 | For What It’s Worth                                 | Buffalo Springfield                  |
| 292 | That’s What Friends Are For                         | Dionne Warwick & Friends             |
| 293 | You’re Still the One                                | Shania Twain                         |
| 294 | Birdland (album)                                    | Weather Report                       |
| 295 | Go Your Own Way                                     | Fleetwood Mac                        |
| 296 | Another Brick in the Wall                           | Pink Floyd                           |
| 297 | Riders in the Sky: A Cowboy Legend                  | Vaughn Monroe                        |
| 298 | The Way We Were                                     | Barbra Streisand                     |
| 299 | 9 to 5                                              | Dolly Parton                         |
| 300 | Grease (Album)                                      | Original Cast                        |
| 301 | Don’t Worry, Be Happy                               | Bobby McFerrin                       |
| 302 | Who’s Sorry Now                                     | Connie Francis                       |
| 303 | That’s the Way (I Like It)                          | KC and the Sunshine Band             |
| 304 | Yes! We Have No Bananas                             | Billy Jones                          |
| 305 | On Top of Old Smoky                                 | The Weavers                          |
| 306 | You Really Got Me                                   | The Kinks                            |
| 307 | Ohio                                                | Crosby, Stills, Nash & Young         |
| 308 | Free Fallin'                                        | Tom Petty & the Heartbreakers        |
| 309 | This Kiss                                           | Faith Hill                           |
| 310 | Body and Soul                                       | Coleman Hawkins Orchestra            |
| 311 | I Am Woman                                          | Helen Reddy                          |
| 312 | Show Boat (album)                                   | Original Cast                        |
| 313 | This Masquerade                                     | George Benson                        |
| 314 | Some of These Days                                  | Sophie Tucker                        |
| 315 | Down Hearted Blues                                  | Bessie Smith                         |
| 316 | New San Antonio Rose                                | Bob Wills & the Texas Playboys       |
| 317 | How High the Moon                                   | Les Paul/Mary Ford                   |
| 318 | I’m Sorry                                           | Brenda Lee                           |
| 319 | Everyday People                                     | Sly & the Family Stone               |
| 320 | When Will I Be Loved                                | Linda Ronstadt                       |
| 321 | Uncle John’s Band                                   | Grateful Dead                        |
| 322 | Faith                                               | George Michael                       |
| 323 | Up Where We Belong                                  | Joe Cocker/Jennifer Warnes           |
| 324 | All My Rowdy Friends Are Coming Over Tonight        | Hank Williams Jr.                    |
| 325 | Candle in the Wind                                  | Elton John                           |
| 326 | El Shaddai                                          | Amy Grant                            |
| 327 | Salt Peanuts                                        | Dizzy Gillespie                      |
| 328 | Zodiac Suite (album)                                | Mary Lou Williams                    |
| 329 | Vesti La Giubba                                     | Enrico Caruso                        |
| 330 | Whispering                                          | Paul Whiteman Orch.                  |
| 331 | Blue Yodel (T for Texas)                            | Jimmie Rodgers                       |
| 332 | Boogie Chillen                                      | John Lee Hooker                      |
| 333 | The Battle of New Orleans                           | Johnny Horton                        |
| 334 | She Works Hard for the Money                        | Donna Summer                         |
| 335 | I Want You Back                                     | The Jackson Five                     |
| 336 | He Stopped Loving Her Today                         | George Jones                         |
| 337 | Men in Black                                        | Will Smith                           |
| 338 | El Paso                                             | Marty Robbins                        |
| 339 | I’ll Fly Away                                       | The Chuck Wagon Gang                 |
| 340 | Rockit                                              | Herbie Hancock                       |
| 341 | King Porter Stomp                                   | Jelly Roll Morton                    |
| 342 | Cross Road Blues                                    | Robert Johnson                       |
| 343 | Cattle Call                                         | Eddy Arnold                          |
| 344 | Tiger Rag                                           | The Original Dixieland Jazz Band     |
| 345 | The Prisoner’s Song                                 | Vernon Dalhart                       |
| 346 | Yakety Yak                                          | The Coasters                         |
| 347 | Big Yellow Taxi                                     | Joni Mitchell                        |
| 348 | Higher Love                                         | Steve Winwood                        |
| 349 | No Charge                                           | Shirley Caesar                       |
| 350 | My Home’s in Alabama                                | Alabama                              |
| 351 | One Sweet Day                                       | Mariah Carey & Boyz II Men           |
| 352 | I Hope You Dance                                    | Lee Ann Womack                       |
| 353 | Don’t Let Nobody Turn You Around                    | The Fairfield Four                   |
| 354 | The In Crowd                                        | Ramsey Lewis Trio                    |
| 355 | Near You                                            | Francis Craig Orchestra              |
| 356 | Sing Me Back Home                                   | Merle Haggard                        |
| 357 | Django                                              | Modern Jazz Quartet                  |
| 358 | Respect Yourself                                    | The Staple Singers                   |
| 359 | Doo Wop (That Thing)                                | Lauryn Hill                          |
| 360 | Mama He’s Crazy                                     | The Judds                            |
| 361 | No Scrubs                                           | TLC                                  |
| 362 | Saturday in the Park                                | Chicago                              |
| 363 | Bills, Bills, Bills                                 | Destiny’s Child                      |
| 364 | Addictive Love                                      | BeBe & CeCe Winans                   |
| 365 | All Along the Watchtower                            | Jimi Hendrix                         |